# Play On
Play On – jest trzecim albumem amerykańskiej piosenkarki country Carrie Underwood. Został wydany w Stanach Zjednoczonych 3 listopada 2009. Trzema promocyjnymi singlami dostępnymi przed wydaniem albumu były : "Mama’s Song", "Temorary Home" oraz "Undo It". Pierwszym oficjalnym singlem płyty jest utwór "Cowboy Casanova", który swoją premierę miał 14 września 2009. Drugi singiel "Temporary Home" zrealizowany został 14 grudnia 2009, a trzeci - "Undo It" 24 maja 2010. Piosenkarka ogłosiła, że czwartym singlem będzie "Mama’s Song", który swoją radiową premierę będzie miał 29 sierpnia 2010.

## Lista utworów
1. "Cowboy Casanova" (Underwood, Mike Elizondo ,Brett James)-3:56
2. "Quitter" (Max Martin, Shellback, Savan Kotecha)-3:40
3. "Mama’s Song" (Underwood, Kara DioGuardi, Martin Frederiksen, Luke Laird)-4:00
4. "Change" (Katrina Elam, Josh Kear, Chris Tompkins)-3:12
5. "Undo It" (Underwood, DioGuardi, Frederiksen, Laird)-2:57
6. "Someday When I Stop Loving You" (Hillary Lindsey, Steve McEwan, Gordie Sampson)-4:02
7. "Songs Like This" (Marty Dodson, Jerry Flowers, Tom Shapiro)-2:37
8. "Temporary Home" (Underwood, Laird, Zac Maloy)-4:28
9. "This Time" (Lindsey, McEwan, Sampson)-3:51
10. "Look At Me" (Jim Collins, Paul Overstreet) 3:15
11. "Unapologize" (Underwood, Lindsey, Raine Maida, Chantal Kreviazuk) 4:36
12. "What Can I Say" duet z Sons of Sylvia (Underwood, David Hodges, McEwan) 3:57
13. "Play On" (Underwood, Natalie Hemby, Laird) 3:41

## Single
| Rok wydania | Singiel         |
| ----------- | --------------- |
| 2009        | Cowboy Casanova |
| 2009        | Temporary Home  |
| 2010        | Undo It         |
| 2010        | Mama’s Song     |

## Nagrody i nominacje
- 45th Academy of Country Music Awards: Album Roku (Nominacja)
- 2010 Teen Choice Awards: Album Country (Nominacja)